# Stenoscaptia phlogozona
Stenoscaptia phlogozona är en fjärilsart som beskrevs av Turner 1904. Stenoscaptia phlogozona ingår i släktet Stenoscaptia och familjen björnspinnare. Inga underarter finns listade i Catalogue of Life.